# Лес Пол
Лес Пол (англ. Les Paul; настоящее имя Ле́стер Уи́льям По́лсфусс (англ. Lester William Polsfuss); 9 июня 1915, Уокешо, Висконсин, США — 12 августа 2009, Уайт-Плейнс, Нью-Йорк, США) — американский гитарист-виртуоз, поэт-песенник, новатор в области звукозаписи, один из изобретателей электрогитары, которая сделала возможным современное звучание рок-н-ролла и рок-музыки, а также некоторых направлений джаза.
Ему приписывают множество инноваций в области звукозаписи, и хотя он был не первым, кто использовал технику такого рода, Пол одним из первых экспериментировал в области наложения звука («звук на звук»), эффектов «задержки», фазовых эффектов и многоканальной записи.
Однако революционный характер носили не только технические приспособления музыканта, но и стиль его игры. Он использовал различные приемы игры — начиная от трелей, заканчивая разнообразными последовательностями аккордов. Стиль Леса Пола выделяет его из числа современников и служит примером для сотен гитаристов по всему миру. В 1950-х годах записывался совместно со своей женой Мэри Форд.
Он один из немногих музыкантов, который имеет постоянную экспозицию-выставку в Зале славы рок-н-ролла.

## Биография

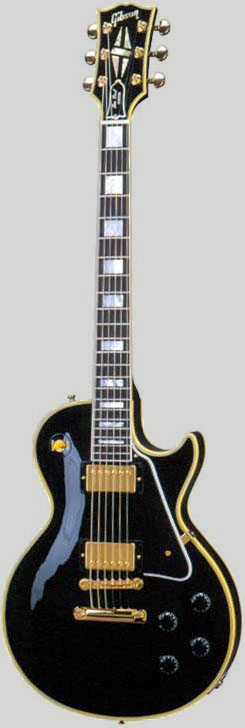
Гитара, разработанная Лесом Полом, до сих пор является одной из самых популярных моделей.

Лес Пол родился в городе Уокешо в 1915 году (отсюда прозвище музыканта — Кудесник из Уокешо). С детства Пол проявлял интерес к радиоаппаратуре. Профессиональная карьера Леса Пола началась в самом начале 1930-х гг. в качестве певца-конферансье на сент-луисских и чикагских радиостанциях. Именно опыт работы на радио сказался на многожанровости творчества Леса Пола: он играл народную музыку, джаз, блюз, кантри, эстрадные номера, гавайскую музыку. В конце 1930-х гг. Пол вошёл в состав аккомпанирующего ансамбля Фреда Уоринга «Pensilvanians».
В 1941 году Лес Пол самостоятельно изобрёл первую цельнокорпусную испанскую электрогитару (до этого были испанские электроакустические, полуакустические гитары и гавайские цельнокорпусные электрогитары). Во время Второй мировой войны был призван в радиослужбу армии США, после которой работал в студиях Лос-Анджелеса в качестве аккомпанирующего гитариста для различных исполнителей (Бинг Кросби, Джек Бенни и др.). Бинг Кросби предоставил Полу один из самых ранних звукозаписывающих аппаратов, позволявших перезапись с магнитной плёнки на плёнку[уточнить].
Результатом экспериментов с магнитной звукозаписью стали первые сольные пластинки Леса Пола, выпущенные в 1948 году — «Lover» и «Brazil»; в них гитарист применил технику многократного наложения звука. С этого времени Лес Пол выступал самостоятельно. Однако дальнейшая деятельность гитариста оказалась под угрозой, когда в декабре 1948 года он попал в автомобильную аварию, повредившую целиком его правую руку. При операции Пол потребовал, чтобы поломанную руку срастили под таким углом, чтобы он мог вновь играть на гитаре. После операции Пол проходил курс реабилитации полтора года. 
В 1950—1952 гг. благодаря предложению компании Gibson Лес Пол участвовал в разработке электрогитары, получившей его имя — «Les Paul». Gibson Les Paul стала одной из самых популярных электрогитар среди рок-музыкантов.

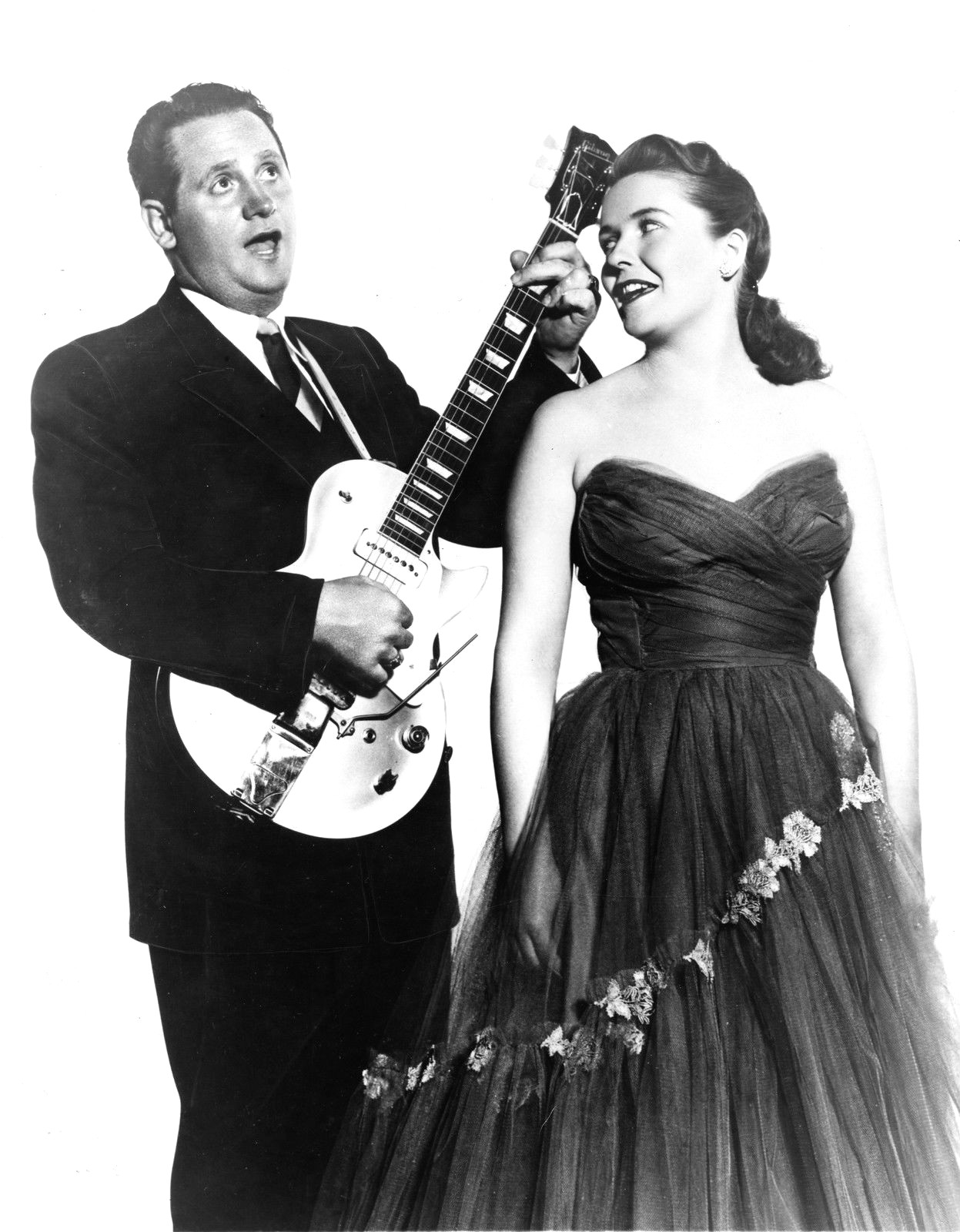
Лес Пол и Мэри Форд 1954

В 1949 году Пол женился на Айрис Саммерс. Изменив её имя на Мэри Форд, Лес Пол создал совместный музыкальный дуэт. Вместе они стали выпускать альбомы, которые мгновенно принесли им популярность. Альбомы дуэта составлялись из песен в исполнении Мэри Форд и инструментальных композиций, при этом Форд также периодически играла на гитаре. Её ровный, лёгкий голос, свойственный для кантри, уравновешивал виртуозную игру и сложные многослойные композиции Леса Пола. Помимо наложения звука, Пол также экспериментировал с эффектами многократного эхо. Неслучайно его пластинки маркетировались как «new sound» («новый звук»). Одним из достоинств методов Леса Пола было то, что свои новаторские идеи он осуществлял в рамках доступной популярной музыки, а не элитарного авангарда. Пластинки первой половины 1950-х были выдержаны в жанре джаза, однако с переходом на лейбл Columbia Records в 1958 году, звучание дуэта изменилось в сторону блюза, кантри и эстрады.
К началу 1960-х гг. дуэт перестал пользоваться успехом. После нескольких альбомов в различных жанрах, Лес Пол и Мэри Форд расстались в 1964 году. Какое-то время Пол записывался, затем отошёл от музыки. Следующей работой были два альбома 1977—1978 гг., записанные вместе с Четом Аткинсом. После этого Лес Пол вновь почти совершенно прекратил музыкальную деятельность.
В 2006 году Лес Пол получил две премии «Грэмми» за свой альбом 2005 года American Made World Played — первый записанный им альбом после 27 лет молчания.
В 2007 году удостоен Национальной медали США в области искусств.
В последние годы жизни музыкант раз в неделю выступал в нью-йоркском клубе «Iridium Jazz Club». 12 августа 2009 года Лес Пол скончался на 95 году жизни после тяжёлых осложнений, вызванных пневмонией.
В СССР Лес Пол был впервые выпущен на пластинке в 1956 году.

## Дискография
В данной дискографии указаны американские студийные альбомы и наиболее значительные сборники последнего времени.
| Год  | Название                                                                     | Примечания |
| ---- | ---------------------------------------------------------------------------- | --- |
| 1949 | Hawaiian Paradise                                                            | Студийный альбом, изначально вышел на лейбле Decca Records в формате 4 двухпесенных пластинок на 78 об/мин.      |
| 1950 | The New Sound                                                                | Студийный альбом (собрание ранних синглов конца 1940-х гг.)                                                      |
| 1951 | Les Paul's New Sound, Vol. 2                                                 | Студийный альбом                                                                                                 |
| 1952 | Bye Bye Blues                                                                | Студийный альбом                                                                                                 |
| 1953 | The Hit Makers!                                                              | Студийный альбом (собрание синглов начала 1950-х гг.)                                                            |
| 1955 | Les And Mary                                                                 | Студийный альбом                                                                                                 |
| 1957 | Time To Dream                                                                | Студийный альбом                                                                                                 |
| 1959 | Lover's Luau                                                                 | Студийный альбом                                                                                                 |
| 1961 | Warm And Wonderful                                                           | Студийный альбом                                                                                                 |
| 1962 | Bouquet Of Roses                                                             | Студийный альбом                                                                                                 |
| 1963 | Swingin' South                                                               | Студийный альбом                                                                                                 |
| 1965 | Fabulous Les Paul & Mary Ford                                                | Сборник песен 1958—1961 гг.                                                                                      |
| 1968 | Les Paul Now!                                                                | Студийный альбом                                                                                                 |
| 1977 | Chester And Lester                                                           | Студийный альбом, записан вместе с Четом Аткинсом                                                                |
| 1978 | Chester & Lester - Guitar Monsters                                           | Студийный альбом, записан вместе с Четом Аткинсом                                                                |
| 1997 | The Complete Decca Trios-Plus (1936—47)                                      | Полное собрание записей Леса Пола 1936—1947 гг. в качестве аккомпанирующего гитариста на Decca Records (2 диска) |
| 2001 | Legendary Duo at Their Best                                                  | Собрание первых 6 альбомов 1950-х гг. на 3 компакт-дисках.                                                       |
| 2003 | California Melodies                                                          | Сборник радиовыступлений «Les Paul & His Trio» с оркестром середины 1940-х гг.                                   |
| 2004 | The Legendary Fred Waring Broadcasts: Historic Live Performances (1939—1941) | Сборник концертных выступлений в составе ансамбля Фреда Уоринга 1939—1941 гг.                                    |
| 2005 | American Made World Played                                                   | Студийный альбом, выпущен под именем «Les Paul & Friends»                                                        |

## Память
- 9 июня 2011 появился интерактивный логотип (Google Doodle), посвящённый 96-й годовщине со дня рождения музыканта.[12]